# Kambileevka
La Kambileevka (in russo Камбилеевка?; in lingua inguscia: Гӏалми; in lingua osseta: Хуымӕллӕджы дон) è un fiume della Russia, affluente di destra del Terek. Scorre nell'Inguscezia e nell'Ossezia Settentrionale-Alania.

## Descrizione
Ha origine sulle pendici nord-orientali del monte Stolovaja (2 993 m) nel Caucaso settentrionale, nella parte nord-occidentale del distretto Džejrachskij dell'Inguscezia. Attraversa poi tutta la parte orientale del distretto Prigorodnyj dell'Ossezia settentrionale. Scorre lungo il confine tra l'Ossezia settentrionale e l'Inguscezia e sfocia nel Terek a 482 km dalla foce, vicino al villaggio di Kardžin.
La Kambileevka è uno dei corpi idrici più inquinati della Repubblica dell'Ossezia settentrionale.